# Alchemilla sericoneuroides
Alchemilla sericoneuroides é uma espécie de rosácea do gênero Alchemilla, pertencente à família Rosaceae.